# Mariano José Drago
Mariano José Drago Pennano (Buenos Aires, 3 de mayo de 1896 - íb. 1965) fue un abogado y diplomático argentino.

## Biografía
Era hijo del también canciller Luis María Drago y Amelia Pennano Malbrán. Se recibió de abogado en la Facultad de Derecho de la Universidad de Buenos Aires en 1920. En 1947 fue abogado del juez de la Corte Suprema Benito Alberto Nazar Anchorena, durante su juicio político.
En la segunda mitad de la década de 1950 fue embajador de Argentina ante las Naciones Unidas, participando en el tratamiento de la Asamblea General de la guerra de Independencia de Argelia, y la cuestión del desarme nuclear, presentando en 1957 (junto a 19 países) un proyecto de resolución con el fin de suspender los ensayos nucleares. La misma llegó a ser aprobada, pese a la oposición de la delegación de la Unión Soviética y se conformó una Comisión de Desarme que funcionó entre 1958-1959, que contó a la Argentina entre sus miembros.
Ha sido miembro del Jockey Club de Buenos Aires, del San Andrés Golf Club y el Buenos Aires Rowing Club.
Falleció en 1965 y está sepultado en el cementerio de la Recoleta en Buenos Aires.

## Obras
- El derecho al nombre: interpretación del artículo 300 del Código de Comercio y 42 de la Ley de marcas en el juicio seguido por los señores Eugenio C. Noé y cía. contra don Lorenzo Dixon por uso indebido del nombre Noé, ante el Juzgado de Comercio a cargo del doctor Félix Martín y Herrera. Buenos Aires: Talleres Jacobo Peuser. 1922. 35 pp.
- Los presidentes de la Tercera República: setenta años de historia francesa. El Ateneo. 1945. (2 volúmenes)
- El juicio político como instrumento de opresión. Buenos Aires: Artes Gráficas Bartolomé Chiesino. 1946. 138 pp.
- El bloqueo francés de 1838 en el Río de la Plata. El Ateneo. 1948. 232 pp.